# Listă de filme românești/Z
Aceasta este o listă de filme românești (artistice, de animație și documentare) care încep cu litera Z:
- Zăpada mieilor (1998)
- Zapping (2000) (scurt metraj)
- Zarurile sunt aruncate (1992) (Teatru TV)
- Zâmbet de soare (1987)
- Zăpăcilă se însoară (1913)
- Zbor periculos (1984)
- Zbor planat (1980)
- Zdreanță (1956)
- Zestrea (1972)
- Zestrea domniței Ralu (1970)
- Zi de sărbătoare (1986)
- Zidul (1974)
- Zile de vară (1968)
- Zile fericite (1952)
- Zile fierbinți (1976)
- Zilele Sighișoarei (1965)
- Un zâmbet pentru mai târziu (1974)
- Zina de cerneală (1961)
- Ziua mamei și a copilului (1942)
- Ziua unei artiste (1961)
- Ziua Z (1985)
- Zodia Fecioarei (1966)